# Bob Rush
Robert Jeffrey Rush (Santa Monica, 27 febbraio 1955) è un ex giocatore di football americano statunitense che ha militato nel ruolo di centro nella National Football League (NFL).

## Carriera
Al college Rush giocò a football all'Università di Memphis. Fu scelto come ventiquattresimo assoluto nel Draft NFL 1977 dai San Diego Chargers. Dopo la sua prima stagione fu inserito nella formazione ideale dei rookie dalla Pro Football Writers of America. Rimase con i Chargers fino al 1982, dopo di che passò le ultime tre stagioni della carriera con i Kansas City Chiefs.

## Palmarès
- All-Rookie Team - 1977